# البرح (الشحر)

تعديل مصدري - تعديل

البرح هي إحدى قرى عزلة الشحر بمديرية الشحر التابعة لمحافظة حضرموت، بلغ تعداد سكانها 507 نسمة حسب تعداد اليمن لعام 2004.